# Spirocamallanus parasiluri
Spirocamallanus parasiluri är en rundmaskart som först beskrevs av Fujita 1927.  Spirocamallanus parasiluri ingår i släktet Spirocamallanus och familjen Camallanidae. Inga underarter finns listade i Catalogue of Life.